# Imanol Agirretxe
Imanol Agirretxe Arruti (Usurbil, 24 de fevereiro de 1987) é um ex-futebolista profissional espanhol que atuava como atacante.

## Carreira
Nascido em Usurbil, Gipuzkoa, Agirretxe foi um produto da base da Real Sociedad. Sua primeira partida na La Liga foi em 2004–05, durante a derrota em casa, a 1–3 contra o Málaga CF em 15 de Maio de 2005, ele marcou um gol com apenas 16 minutos em campo; Nas outras temporadas jogou apenas três partidas e foi emprestado para o CD Castellón na Segunda División.